# 維爾納·馮·弗里奇

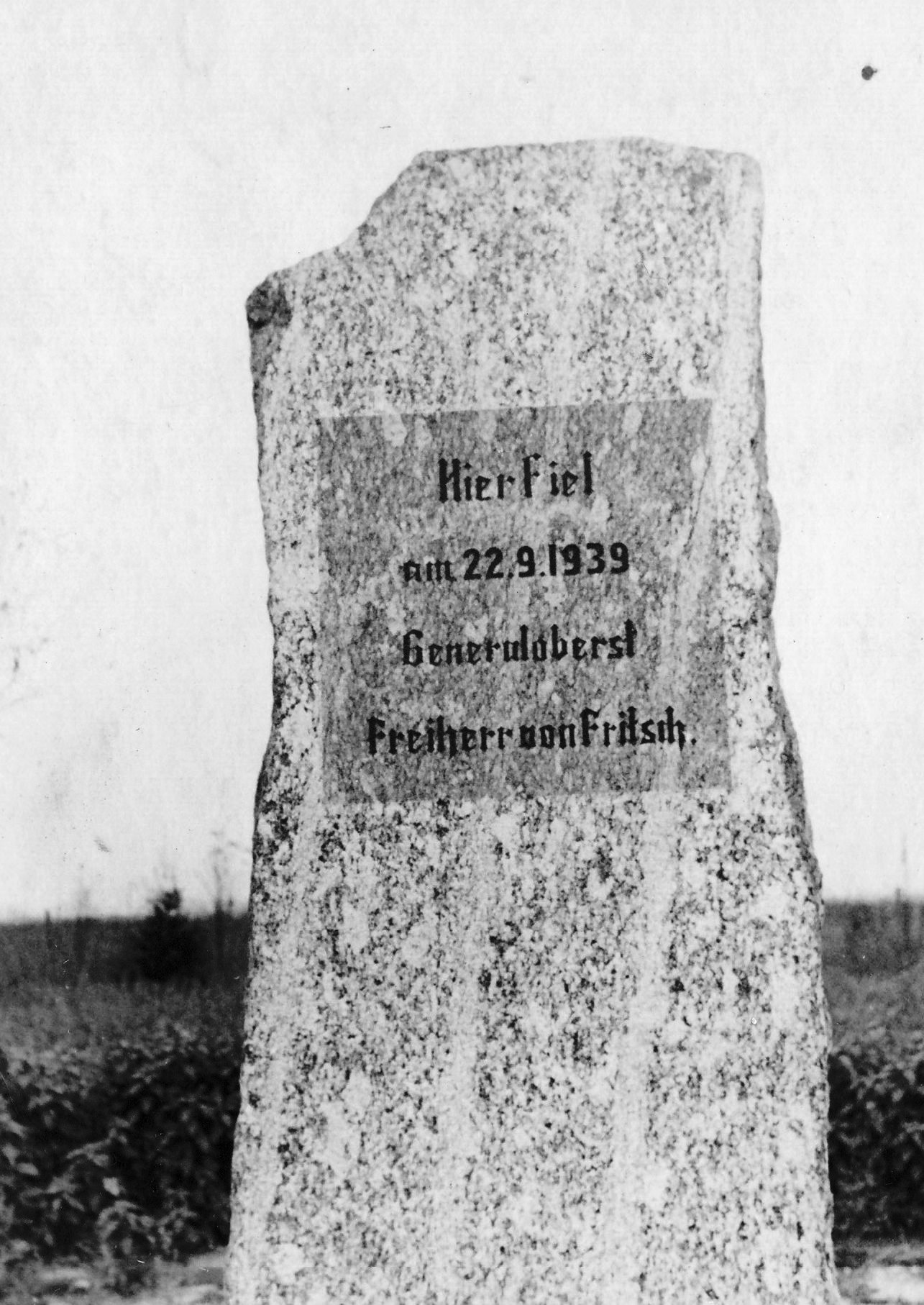
維爾納·馮·弗里奇墓地

維爾納·馮·弗里奇男爵（德語：Werner Freiherr von Fritsch，1880年8月4日—1939年9月22日）是一位德國將軍，最終階級為大將，於1935年至1938年期間擔任德國陸軍總司令，1938年因受「勃洛姆堡-弗里奇事件」被迫離開陸軍總司令的職位，由瓦爾特·馮·布勞希奇接任。1939年參與德國入侵波蘭的戰爭，於9月22日在華沙戰死，是第二位在第二次世界大戰陣亡的德軍將領。